# Подлипенцев, Владимир Валерьевич
Владимир Валерьевич Подлипенцев (род. 20 августа 1974, Таганрог, Ростовская область) - российский врач-травматолог, государственный и общественный деятель. Депутат Государственного Совета Республики Крым первого созыва. Глава администрации Керчи (2016-2017).

## Биография
Подлипенцев Владимир Валерьевич родился 20 августа 1974 года в Таганроге.
В 2002 году окончил Крымский государственный медицинский университет им. С.И. Георгиевского по специальности «Лечебное дело», квалификация «Врач». Сертификат «Ортопедия и травматология» (2004).
В 2002-2004 годах врач-интерн больницы скорой помощи № 6 города Симферополь. Работал в Городской больнице №1 в  городе Керчь (2004-2017), в 2006-2011 годах врач-травматолог Керченской портовой больницы. С февраля 2015 года главный врач Детского санатория им. Боброва в Алупке. Работал в Ленинской ЦРБ Республики Крым (2017-2018), в Медицинском центре Новомед, Новороссийск (2018-2023). Переподготовка ГБОУ ДПО «Российская медицинская академия последипломного образования» МЗ РФ по специальности «Организация здравоохранения и общественное здоровье» (2015).

### Общественная деятельность
Член Всероссийской политической партии "Единая Россия" с 2014 года. С сентября 2014 года по сентябрь 2015 года являлся депутатом Керченского городского совета первого созыва. С 30 сентября 2015 года — депутат Государственного Совета Республики Крым первого созыва.
В июне 2016 Владимир Подлипенцев избран первым заместителем главы администрации Керчи и исполняющим обязанности руководителя исполнительной власти города.
В августе 2016 года Владимир Подлипенцев стал Главой администрации Керчи. Депутаты на сессии единогласно проголосовали за назначение. На сессии вносились две кандидатуры — Подлипенцева и главы управления образования города Виктора Дахина. Их кандидатуры были рекомендованы конкурсной комиссией.
Мэр Керчи Владимир Подлипенцев ушел в отставку досрочно, как сообщил Сергей Аксёнов, из-за проблем со здоровьем. Решение горсовет утвердил 5 апреля 2017 года на внеочередной сессии. С Подлипенцевым был расторгнут контракт и объявлен конкурс на замещении должности мэра. Обязанности мэра временно исполнял первый заместитель Сергей Бороздин.
В 2022 году отправился добровольцем на спецоперацию. Получил ранение в октябре 2022 года на фронте в Херсонской области. "Двигались по дороге, которая часто простреливается, и в нашу машину в районе села Геройское тоже попало. Очнулся уже снаружи, когда лежал в крови. Получил черепно-мозговую травму. Сейчас раны зажили уже почти все, слух восстанавливается. Осталось пройти реабилитацию по черепно-мозговой травме".